# Zachary Taylor
Zachary Taylor (24. studenog 1784. – 9. srpnja 1850.) je američki vojskovođa i političar, poznat po velikim pobjedama u meksičko-američkom ratu, kao i po tome što je bio 12. predsjednik Sjedinjenih Američkih Država.

## Životopis
Zachary Taylor se rodio kao dijete siromašnog ogranka inače bogatih i utjecajnih virginijskih zemljoposjednika, tako da mu je jedan od rođaka bio i bivši predsjednik James Madison. 
Godine 1808. Zachary Taylor se priključio američkoj vojsci. Prvo zapovjedno mjesto mu je bio Fort Harrison na tadašnjem federalnom teritoriju Indiana. Tamo je Taylor stekao veliko iskustvo u borbi protiv Indijanaca, a posebno se istakao u anglo-američkom ratu 1812. – 1815. godine.
Taylor se istakao u Ratu Crnog Jastreba 1832. godine, a kasnije i u Drugom seminolskom ratu. Tayloru je slavu donijela američka pobjeda u bitci na jezeru Okeechobee, kada je stekao nadimak Old Rough and Ready. Tada je stekao i reputaciju ekscentrika, zbog svog običaja da umjesto vojničke nosi civilnu odoru te slamnati šešir kao svoj zaštitni znak.
Kada je godine 1846. izbio spor oko granica Teksasa, koji je pripojen SAD-u, i Meksika, koji nikada nije priznao nezavisnost svoje bivše pokrajine, predsjednik James K. Polk je poslao promatrački korpus na čelu s Taylorom kako bi utvrdio granicu na rijeci Rio Grande. Meksikanci su taj korpus napali, ali ih je Taylor - iako s četiri puta manje ljudstva - porazio u bitci kod Palo Altoa.
Taj napad je iskorišten kao casus belli, i Taylor je dobio naređenje za prodor u Meksiko. Tamo je izvojevao velike pobjede u bitkama kod Monterreya i Buena Viste. Te su pobjede Tayloru donijele veliku popularnost u SAD-u, ali animozitet predsjednika Polka koji se bojao da će generala opozicijska vigovska stranka, slično kao i Williama Henryja Harrisona pokušati iskoristiti kako bi na sljedećim izborima pomoću kandidata - ratnog heroja demokrate lišila Bijele kuće. Zbog toga je Polk odlučio Taylora lišiti većine ljudstva i oružja te završni napad na Meksiko poduzeti s obale Meksičkog zaljeva, pod zapovjedništvom generala Winfielda Scotta.
Taylor se prije toga nikada nije bavio politikom, pa čak nije ni glasao, ali je, ogorčen Polkovim postupkom i uvjeren kako je iz politikantskih razloga bespotrebno produžen rat, odlučio prihvatiti vigovsku ponudu da se kandidira za predsjednika. 
Godine 1848. Taylor je relativno lako osvojio vigovsku nominaciju, a protiv sebe je na demokratskoj strani imao Lewisa Cassa. Tayloru je na izborima pomoglo to što su na Sjeveru protivnici ropstva iz redova Demokratske stranke iz protesta dali glas bivšem predsjedniku Martinu Van Burenu, sada kandidatu abolicionističke Stranke slobodnog tla.
Taylor nakon stupanja na dužnost pokazao kako nema mnogo razumijevanja za vigovsku politiku, niti politiku uopće. Nastojeći voditi državu na isti način na koji je vodio vojsku, stvorio je neprijatelje na Sjeveru otporom protekcionizmu, dok se Južnjacima zamjerio odlukom da teritorijama Kalifornije i New Mexica odluče o pitanju ropstva i tako ugasi nade o ravnoteži između slobodnih i ropskih država na području osvojenom od Meksika. Iako Južnjak i robovlasnik, Taylor je oštro zaprijetio da će poslati vojsku na Jug ako bude ikakvog govora o otcjepljenju.
Iako je pravi uzrok još i danas nepoznat, službeni izvori tvrdili su kako se Taylor otrovao prilikom proslave američkog Dana nezavisnosti, a nakon njegove smrti, kao službeni uzrok smrti naveden je gastroenteritis. Naslijedio ga je njegov potpredsjednik Millard Fillmore.